# Legio II Augusta

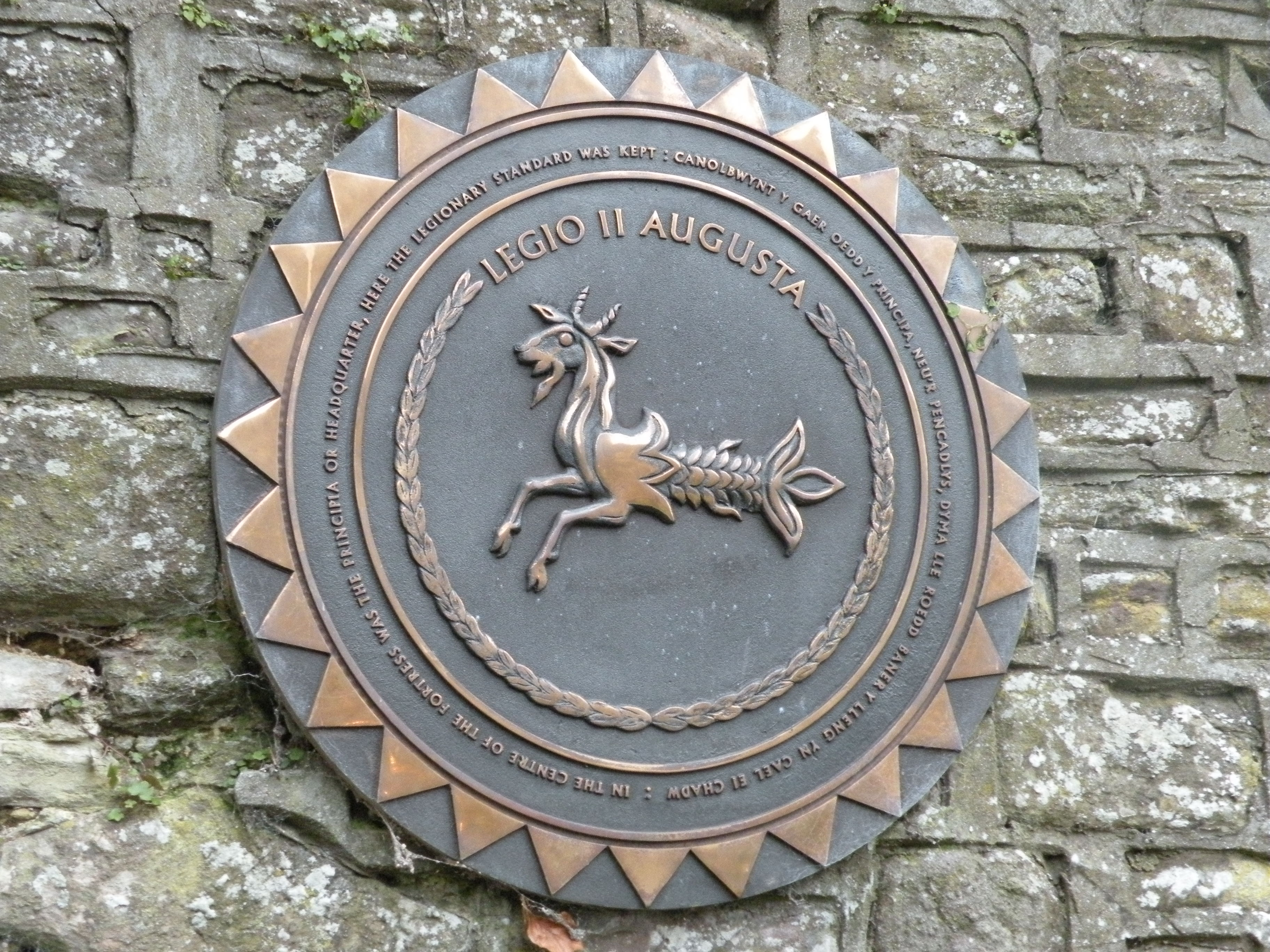
Plaque apposée à Caerleon, rappelant le passage de la Legio II Augusta avec son emblème, le Capricorne.

La Legio II Augusta fut une légion romaine recrutée vraisemblablement en 43 av. J.-C. par le consul Caius Vibius Pansa pour Octave (le futur empereur César Auguste). Son nom constitue un jeu de mots pouvant signifier à la fois « la deuxième légion d’Auguste » ou « la deuxième auguste légion ». Elle fut dissoute à la fin de la guerre civile.
Reconstituée par Auguste, elle participa aux guerres cantabres en Espagne de 29 à 19 av. J.-C. Après la bataille de Teutobourg, la légion fut transférée sur le Rhin à Mogontiacum (Mainz, Allemagne). Impliquée dans la révolte des légions de Germanie, elle participa par la suite à la campagne de Germanicus contre les Chattes de 14 à 16 ap. J.-C. Par la suite elle fut déplacée vers Argentorate (Strasbourg, France) pour renforcer le dispositif de défense contre les Germains. 
Elle partit pour la Grande-Bretagne où elle devait rester par la suite lors de la conquête de l’ile par l’empereur Claude en 43. En 49/50, elle soumit la tribu des Dobunni et s’empara de leur capitale Corinium (Cirencester, Angleterre) avant d’être cantonnée à Isca Dumnoriorum (Exeter, Angleterre). Après la révolte de Boadicée, elle construisit la forteresse d’Isca Silurum (Caerleon) où elle restera jusqu’au début du IVe siècle, à l’exception de déplacements vers l’intérieur du pays dans des buts spécifiques (construction du mur d’Hadrien, campagnes de Septime Sévère en Écosse, etc.). Avec des effectifs considérablement réduits, elle fut transférée à Rutupiae (Richborough). On perd ensuite sa trace, mais il n’est pas impossible que ce qui restait de la légion ait quitté la Bretagne avec l’usurpateur Constantin III qui voulait défendre la Gaule, plus ou moins abandonnée par Rome, contre les barbares. 
Ses symboles furent : le Capricorne, Pégase (après la conquête de la Bretagne) et Mars. À partir de la fin du IIIe siècle, elle adopta uniquement le Capricorne.

## Histoire de la légion

### Guerre civile à Rome
La légion fut vraisemblablement recrutée en 43 av. J.-C. par le consul Caius Vibius Pansa Caetronianus au nom d’Octave, le futur empereur Auguste. À cause de l’origine des légionnaires venant du pays des Sabins, elle reçut au départ le cognomen ou surnom de Legio II Sabina.
Au cours de la guerre civile, la légion combattit aux côtés d’Octave et subit des pertes élevées en avril 43 au cours de la bataille de Forum Gallorum opposant Marc Antoine à Decimus Junius Brutus qui refusait de céder le contrôle de la Gaule cisalpine. La bataille de Philippes vit les triumvirs Octave et Antoine vaincre les Républicains Brutus et Cassius dans la plaine à l'ouest de Philippes, en Macédoine orientale et sonna le glas des espoirs du Sénat de préserver le régime républicain. Une inscription sur laquelle on croit reconnaitre la marque Caesar Leg II semble démontrer que la légion était présente à Peruge en 41 av. J.-C. lorsque Octave assiégea le frère de Marc Antoine, Lucius. De 35 à 30 av. J.-C. des vétérans de la légion furent établis sur des terres d’Arausio (Orange, France) dans la province de Narbonnaise.

### Guerres cantabres

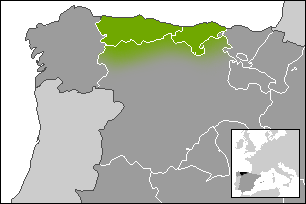
Territoires où se déroulèrent les guerres cantabres (29-19 av. J.-C.)

La fin de la guerre civile mena vraisemblablement à la dissolution de la légion. Celle-ci fut reconstituée par Octave devenu Auguste et reçut alors son nom définitif de Legio II Augusta. À partir de 30 av. la légion fut stationnée en Hispania Tarraconensis où elle participa aux guerres cantabres menées par Auguste et Marcus Vipsanius Agrippa, lesquelles s'achevèrent par la soumission des peuples des Cantabres et des Astures et la conquête complète de l'Hispanie. Au cours de cette guerre la légion II Augusta et la légion I Germanica construisirent la Colonia Iulia Gemellenis Acci. Ses vétérans reçurent des terres à Barcelone et Cartennae (Maurétanie).

### Germanie
Après la défaite des Romains à Teutoburg en septembre 9 ap. J.-C., l’armée du Rhin fut réorganisée et la Legio II Augusta fut transférée de la province d’Hispania ulterior vers Mogontiacum (Mainz en Allemagne). Tacite rapporte qu’elle était impliquée dans la révolte des légions de Germanie en 14 et qu’elle participa à la campagne de Germanicus contre les Chattes de 14 à 16 ap. J.-C.. 
En 17, la légion fut déplacée vers Argentorate (Strasbourg, France) où elle reçut comme mission de protéger un important point de passage sur le Rhin. La nécropole des fondateurs est située le long de la route des Romains.
En 21, elle fut impliquée dans une action militaire visant à mater la révolte de Sacrovir dirigée par l'Éduen Julius Sacrovir, et celle des Trévires  sous la conduite  de Julius Florus, révolte qui s’était étendue à une bonne partie de la Gaule; sa victoire fut commémorée par l' arc de triomphe d'Orange.

### Bretagne

Les tribus celtes du sud de la Bretagne

En 42, l’empereur Claude chargea le gouverneur de la province de Pannonie, Aulus Plautius d’organiser la conquête de la Bretagne. L’année suivante, celui-ci débarquait avec quatre légions (Legio II Augusta, Legio VIIII Hispana, Legio XIIII Gemina et Legio XX Valeria Victrix) et conquit le pays qui fut transformé en une province romaine dont il devint le premier gouverneur. La Legio II Augusta était alors commandée par le légat et, plus tard, empereur Vespasien. Elle combattit alors les Durotriges et les Dobunni dont elle s’empara de la capitale, Corinium (Cirencester, Angleterre).
En Bretagne, la légion II fut d’abord cantonnée à Calleva Atrebatum (Silchester) et, à partir de 49 à Durnovaria (Dorchester) et à Lake Farm près de Wimborne, avant de construire en 55 leur première forteresse à Dumnoniorum (Exeter).

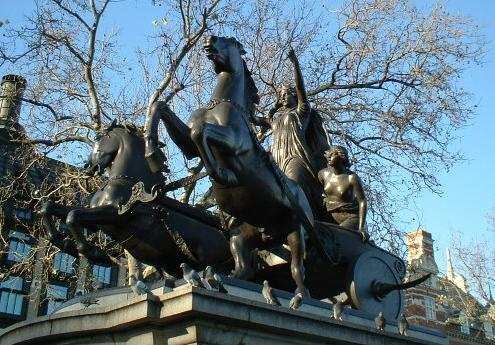
Statue de la reine Boadicée, « héroïne de la patrie », érigée à Londres, près du quai Westminster.

Vers l’an 60, Prasutagus, roi des Iceni, tribu habitant l’actuel Norfolk au nord-est de la province romaine de Bretagne, légua son royaume-client à l'Empire ; Néron, alors empereur, se hâta d’incorporer ce royaume à la province de Bretagne. Outrée, sa veuve Boadicée (ou Boudicca) prit les armes, à la tête d’une importante armée. Au même moment, le gouverneur romain Caius Suetonius Paulinus, à la tête des quatorzième et vingtième légions, menait une expédition dans l'île de Mona (l'actuelle Anglesey), au nord du pays de Galles et se trouvait trop loin pour intervenir. Il requit l’aide de la Legio II Augusta pour mater la révolte, mais le préfet du camp, Paenius Postumus, refusa d’obéir. Après que la bataille de Watling Street eut donné la victoire aux Romains, le préfet, honteux d’avoir privé la légion de « la gloire de la victoire », se suicida.
L'Année des quatre empereurs (juin 68 à décembre 69) vit se succéder à la tête de l'Empire romain pas moins de trois empereurs, avant que le pouvoir n'échoie à un quatrième, Vespasien. Une partie de la Legio II Augusta se déclara en faveur de l’empereur Vitellius et marcha avec lui sur Rome, participant aux premiers affrontements de Bedriacum (Crémone, Italie) contre les légions de l’empereur Otho. Toutefois, la majeure partie de la légion décida d’appuyer Vespasien. Après la victoire finale de Vespasien lors de la deuxième bataille de Bedriacum, la légion retourna en Bretagne.
Vers 74, sur les bords de la rivière Usk eut lieu la construction d’un campement provisoire à Burrium (près de Caerleon, pays de Galles), endroit mal adapté aux besoins de la légion. Quelques mois plus tard (74/75) un nouveau campement, stratégiquement plus approprié, fut construit à l’embouchure de la Usk. Ce campement, Isca Silurum, demeura jusqu’au début du IIIe siècle le quartier général de la IIe Augusta.
De 77 à 83, sous le gouvernorat de Ganeus Julius Agricola, la légion servit de réserve stratégique pour le pays de Galles et l’Angleterre. En 83, une unité de la légion sous le commandement de Velius Rufus prit part à la campagne de Domitien contre les Chattes,

Le mur d'Hadrien dans le nord de l'Angleterre et celui d'Antonin en Écosse.

D’autres unités furent envoyées plus au nord vers 120 pour participer à la construction du mur d’Hadrien. En 142, la IIe Augusta participa également à la construction du mur d’Antonin en Écosse. Ces deux murs avaient pour mission d’isoler les rebelles du nord de toute autre tribu avec laquelle ils voudraient coordonner leurs assauts contre les troupes romaines. De fait, entre 155 et 158, la révolte se généralisa au point où des renforts furent requis de Germania inferior et de Germania superior. Dès 160, le mur d’Antonin fut abandonné et les troupes se replièrent en deçà du mur d’Hadrien. 
En 185, le dux Lucius Artorius Castus conduisit trois légions de Bretagne, dont une partie de la légion II, en Aremorica (Armorique en Gaule) pour y mater une rébellion,.
En 196, le gouverneur de Bretagne, Clodius Albinus, tenta de se faire proclamer empereur par ses légions. Il fut cependant défait le 19 février 197 par l’empereur Septime Sévère près de Lugdunum (Lyon, France). Le retour des troupes romaines en Bretagne était entretemps devenu nécessaire en raison des révoltes des tribus du nord. Les légions y retournèrent, mais leurs expéditions punitives n’eurent qu’un succès mitigé, si bien que Septime Sévère dut lui-même prendre la situation en mains pour maitriser les Calédoniens (Écosse). La légion II Augusta partit donc vers le nord où elle partagea avec la VI Victrix la forteresse de Carpow sur la rivière Tay.
Sous le règne de l’empereur Caracalla (r. 211-217 au cours duquel au moins un détachement de la Legio II Augusta prit part à la campagne contre les Germains, ainsi probablement que sous Elagabal (r. 218-222), la légion reçut le surnom d’honneur de Antonina. Leur successeur, Sévère Alexandre (r. 222-235) abandonna la politique de conquête et la légion retourna à Caerleon où elle resta au moins jusqu’en 255. Vers 260, une unité de la Legio II Augusta participa à la campagne de Gallien en Pannonnie.
Une pièce de monnaie frappée vers 290 montre d’un côté le portait de l’empereur Carausius (r. 286-293) et au revers la légende LEG II AVG avec son capricorne. Ceci est la dernière preuve tangible et écrite de l’existence de cette légion. Au cours du IVe siècle, la Legio II Augusta fit partie de la défense côtière du Kent. Il est possible que la Legio II Britannica, citée dans des documents du début du Ve siècle en relation avec l’éphémère Empire des Gaules (287-296) ait eu comme origine une unité mobile de la Legio II Augusta.

### AuVesiècle
Selon la Notitia Dignitatum, recension rédigée vers 400, la légion était alors commandée par un préfet sous les ordres du Comes litoris Saxonici per Britanniam (Comte du littoral saxon en Bretagne).
La IIe Augusta était alors stationnée au fort Rutupiae dans les environs de l’actuel Richborough (Comté de Kent) ; il peut s’agir des mêmes unités connues sous le nom de Secundani iuniores sous le Comes Britanniarum et comme Secundani Britones/Britannica sous le Magister Peditum/Equitum. Des fouilles archéologiques ont montré que la forteresse près de Rutupiae (Richborough) (appelée Rutupis dans la Notitia) ne pouvait contenir plus du dixième de ce qu’avaient abrité les campements de Isca Silurum. La taille de la légion dut être considérablement réduite après les réformes de Gallien et de Dioclétien qui avaient séparé limitanei, garde-frontières, et comitatenses, armée mobile, la tâche des premiers étant de protéger la frontière en attendant l’arrivée des deuxièmes composées des meilleures troupes. Le nombre des pièces de monnaie trouvées près de Richborough, toutes pouvant être datées des environs de 400, est plus élevé que dans toute autre fouille archéologique, ce qui correspond aux indications de la Notitia. 
Il est possible que le reste de la légion se soit rallié à Constantin III, usurpateur proclamé empereur par les troupes de Bretagne en 407, lequel pour défendre la Gaule menacée par les Barbares quitta la Bretagne pour le continent avec toutes ses troupes, laissant celle-ci sans défense. 
Au-delà de cette date, on ignore la suite de son histoire.